# باهاماس‌ایر
باهاماس‌ایر (به انگلیسی: Bahamasair) یک شرکت هواپیمایی با کد یاتا UP است که در ۱۹۷۳ میلادی تأسیس شده و در ۷ ژوئن ۱۹۷۳ فعالیتش را آغاز کرده‌است. دفتر مرکزی باهاماس‌ایر در ناسائو، باهاما واقع شده‌است و قطب این شرکت هواپیمایی در فرودگاه بین‌المللی مینیاپولیس−سنت پل قرار دارد و به ۳۲ مقصد، پرواز انجام می‌دهد.